# Charles Milesi
Charles Milesi (Chaumont-la-Ville, Champaña-Ardenas, 4 de marzo de 2001) es un piloto de automovilismo francés. Es piloto de Alpine Elf Team en el Campeonato Mundial de Resistencia de la FIA (LMP2).

## Carrera deportiva
Después del éxito en el karting, la carrera de Milesi comenzó en 2017 en la Fórmula Renault y la F4 Francesa. Al año siguiente acabó séptimo en la Eurocopa de Fórmula Renault.
Tras su breve estancia en Japón poco exitosa, Milesi giró su carrera hacia la resistencia. En 2020, se incorporó al Graff Racing para las 24 Horas de Le Mans en la clase LMP2 con Vincent Capillaire y James Allen como copilotos. Un despiste pronto a finalizar la carrera les impidió ver la bandera a cuadros. Poco después debutó en la European Le Mans Series.
En 2021, Milesi inició su temporada participando en las 24 Horas de Daytona con el equipo Racing Team Nederland junto a Giedo van der Garde, Frits van Eerd y Job van Uitert. Ese año, la principal campaña del francés estaría en el Campeonato Mundial de Resistencia de la FIA, donde se asoció con Robin Frijns y Ferdinand von Habsburg en el recién llegado Team WRT, continuando en LMP2. Habiendo comenzado la temporada relegados con un décimo y cuarto lugar en Spa-Francorchamps y Portimão respectivamente, el equipo se recuperaría con un primer podio en las 6 Horas de Monza, donde Milesi obtuvo la pole position. En Le Mans, el número 31 de Frijns, Habsburg y Milesi se encaminaba a la segunda posición en la clase detrás del 41 del mismo equipo, cuando en la última vuelta este sufrió una falla. El 31 heredó la victoria con una ventaja de solamente un segundo sobre el Jota número 28. Siguió otra victoria en las 6 Horas de Baréin, que puso al equipo en el liderato del campeonato, antes de que Milesi y sus compañeros de equipo reclamaran el título con una nueva victoria en las 8 Horas de Baréin. Cerca del final del año, Milesi también compitió en dos rondas de la European Le Mans Series con Cool Racing.
Al año siguiente, Milesi permanecería en el WEC, trasladándose al Richard Mille Racing Team (Signature) para conducir, inicialmente, junto a Lilou Wadoux y Sébastien Ogier. El equipo, que contó con dos novatos en su plantilla, logró un sexto puesto como mejor resultado. Milesi permaneció con el equipo para la temporada 2023, ahora renombrado como Alpine Elf Team, esta vez compartiendo vehículo con sus compatriotas Julien Canal y Matthieu Vaxivière. Lograron el primer podio en Le Mans al ser terceros.

## Vida personal
Charles es hijo de Patrice Milesi, también piloto.

## Resumen de carrera
| Temporada | Categoría                                              | Equipo                    | Carreras     | Victorias    | Poles        | VR           | Podios       | Puntos       | Pos.         |
| --------- | ------------------------------------------------------ | ------------------------- | ------------ | ------------ | ------------ | ------------ | ------------ | ------------ | ------------ |
| 2017      | Campeonato Francés de F4                               | FFSA Academy              | 18           | 4            | 2            | 4            | 7            | 118          | 7.º          |
| 2017      | Copa de Europa del Norte de Fórmula Renault            | R-ace GP                  | 11           | 1            | 0            | 0            | 3            | 97           | 6.º          |
| 2017      | Eurocopa de Fórmula Renault                            | R-ace GP                  | 5            | 0            | 0            | 0            | 0            | 0            | NC†          |
| 2018      | Eurocopa de Fórmula Renault                            | R-ace GP                  | 20           | 2            | 2            | 2            | 4            | 122.5        | 7.º          |
| 2018      | Copa de Europa del Norte de Fórmula Renault            | R-ace GP                  | 4            | 0            | 1            | 1            | 1            | 0            | NC†          |
| 2018      | Toyota Racing Series                                   | MTEC Motorsport           | 15           | 0            | 0            | 0            | 1            | 504          | 11.º         |
| 2019      | Campeonato de Fórmula 3 Japonesa                       | YTB by Carlin             | 15           | 0            | 0            | 0            | 0            | 13           | 9.º          |
| 2020      | Campeonato de Super Fórmula Japonesa                   | Buzz Racing with B-Max    | 3            | 0            | 0            | 0            | 0            | 0            | 21.º         |
| 2020      | 24 Horas de Le Mans - LMP2                             | SO24-HAS By Graff         |              |              |              |              |              |              | DNF          |
| 2020      | European Le Mans Series - LMP2                         | DragonSpeed USA           | 1            | 0            | 0            | 0            | 0            | 0            | NC           |
| 2021      | IMSA SportsCar Championship - LMP2                     | Racing Team Nederland     | 1            | 0            | 0            | 0            | 0            | 0            | NC‡          |
| 2021      | Campeonato Mundial de Resistencia de la FIA - LMP2     | Team WRT                  | 6            | 3            | 1            | 0            | 4            | 151          | 1.º          |
| 2021      | European Le Mans Series - LMP2                         | Cool Racing               | 2            | 0            | 2            | 2            | 0            | 22           | 17.º         |
| 2022      | Campeonato Mundial de Resistencia de la FIA - LMP2     | Richard Mille Racing Team | 6            | 0            | 0            | 0            | 0            | 30           | 12.º         |
| 2022      | Le Mans Cup - LMP3                                     | AT Racing Team            | 1            | 0            | 0            | 0            | 0            | 12           | 17.º         |
| 2023      | Campeonato Mundial de Resistencia de la FIA - LMP2     | Alpine Elf Team           | 7            | 0            | 0            | 4            | 2            | 83           | 7.º          |
| 2024      | IMSA SportsCar Championship - LMP2                     | TDS Racing                | 1            | 0            | 0            | 0            | 0            | 205          | 57.º         |
| 2024      | Campeonato Mundial de Resistencia de la FIA - Hypercar | Alpine Endurance Team     | 8            | 0            | 0            | 1            | 0            | 30           | 17.º         |
| 2024      | European Le Mans Series - LMP2                         | Panis Racing by TDS       | 6            | 1            | 2            | 1            | 1            | 61           | 4.º          |
| 2025      | IMSA SportsCar Championship - LMP2                     | TDS Racing                | Disputándose | Disputándose | Disputándose | Disputándose | Disputándose | Disputándose | Disputándose |
| 2025      | Campeonato Mundial de Resistencia de la FIA - Hypercar | Alpine Endurance Team     | Disputándose | Disputándose | Disputándose | Disputándose | Disputándose | Disputándose | Disputándose |
| Fuente:   |                                                        |                           |              |              |              |              |              |              |              |

- † Era piloto invitado, por lo que no sumó puntos.

## Resultados

### Campeonato de Super Fórmula Japonesa
(Clave) (negrita indica pole position) (cursiva indica vuelta rápida)

| Año  | Escudería              | 1   | 2   | 3   | 4   | 5    | 6    | 7   | Pos. | Puntos | Ref.   |
| ---- | ---------------------- | --- | --- | --- | --- | ---- | ---- | --- | ---- | ------ | ------ |
| 2020 | Buzz Racing with B-MAX | MOT | OKA | SUG | AUT | SUZ1 | SUZ2 | FUJ | 21.º | 0      | [ 18 ] |
| 2020 | Buzz Racing with B-MAX |     |     |     | 15  | 11   | 13   | DNS | 21.º | 0      | [ 18 ] |

### 24 Horas de Le Mans
| Año     | Equipo                    | Copilotos                           | Automóvil       | Clase    | Vueltas | Pos. | Pos. Clase |
| ------- | ------------------------- | ----------------------------------- | --------------- | -------- | ------- | ---- | ---------- |
| 2020    | SO24-HAS By Graff         | Vincent Capillaire James Allen      | Oreca 07-Gibson | LMP2     | 357     | DNF  | DNF        |
| 2021    | Team WRT                  | Robin Frijns Ferdinand Habsburg     | Oreca 07-Gibson | LMP2     | 363     | 6.º  | 1.º        |
| 2022    | Richard Mille Racing Team | Sébastien Ogier Lilou Wadoux        | Oreca 07-Gibson | LMP2     | 366     | 13.º | 9.º        |
| 2023    | Alpine Elf Team           | Julien Canal Matthieu Vaxivière     | Oreca 07-Gibson | LMP2     | 327     | 12.º | 4.º        |
| 2024    | Alpine Endurance Team     | Paul-Loup Chatin Ferdinand Habsburg | Alpine A424     | Hypercar | 75      | DNF  | DNF        |
| 2025    | Alpine Endurance Team     | Paul-Loup Chatin Ferdinand Habsburg | Alpine A424     | Hypercar | 385     | 9.º  | 9.º        |
| Fuente: |                           |                                     |                 |          |         |      |            |